# IC 812
IC 812 ist eine elliptische Galaxie vom Hubble-Typ im Sternbild Jungfrau auf der Ekliptik. Sie ist schätzungsweise 189 Millionen Lichtjahre von der Milchstraße entfernt.
Das Objekt wurde am 15. Mai 1893 vom französischen Astronomen Stéphane Javelle entdeckt.